# Federala brott i USA
Federala brott i USA innebär antingen att det rör sig om ett brott där den federala lagstiftningen har absolut jurisdiktion eller ett brott som inträffar på ett federalt område.

## Historik
Ända sedan republiken skapades har USA varit ett land med svag centralmakt och i stort sett all lagstiftning när det gäller brottsbekämpning har skett på delstatsnivå. Trots det innehåller USA:s konstitution regler för rättsprocessen, såsom jävsregler, krav på åtalsjury respektive domstolsjury med mera.
I början av 1900-talet med en allt större handel mellan staterna aktualiserades dock behovet av viss överstatlig lagstiftning.
1910 instiftades ett av de första federala brotten i och med The Mann Act. Det var en lag som gjorde det till ett federalt brott att frakta kvinnor över delstatsgränserna i omoraliska syften.
Även om brottsbekämpning och brottsförebyggande verksamhet främst är en fråga för delstaterna och lokala myndigheter genomfördes fem stora lagändringar på federal nivå mellan 1984 och 1994, mycket på grund av att brottsstatistiken ökat sedan slutet av 60-talet.
Antalet brott i USA, både mot lokal och delstatlig lagstiftning som federala brott, har stadigt minskat sedan mitten av 1990-talet.

## 11 september 2001
Efter 11 september-attackerna mot New York och Pentagon 2001 ändrades inställningen mot federal inblandning i brottsbekämpning. Både delstaterna och kongressen insåg att den federala regeringen behöver ta ett större ansvar för säkerhet i USA och speciellt emot terroristbrott.
En av de första förändringar var införandet av Patriot Act under den 107:e kongressen.

## Antal domar
2006 dömdes 72 585 personer vid federala domstolar för federala brott; 169 320 personer satt i federalt fängelse samma år. Den vanligaste åtalspunkten 2007 var narkotikasmuggling följd av brott mot immigrationslagar och bedrägeri. Det genomsnittliga fängelsestraffet 2007 var fängelse i sextio månader. Sju dödsdomar utfärdades av federala domstolar.

## Brott
Motsvarigheten i amerikansk federal lagstiftning till den svenska brottsbalken är titel 18 i den kodifierade författningssamlingen United States Code (förkortad USC). Där listas de brott som ständigt är att anse som federala, samt de som är federala brott ifall brottet inträffat på federalt territorium. Utöver detta finns speciell lagstiftning som Anti-Drug Abuse Act från 1988.
Exempel på federala brott:
- Postbedrägeri där flera delstater är berörda
- Att skada eller förstöra postlådor
- Mord på presidenten (detta var inte ett federalt brott vid tiden för mordet på president John F. Kennedy), vicepresident, eller medlem i deras stab[10]
- Mord på medlemmar i USA:s högsta domstol
- Kidnappning (under vissa omständigheter)
- Skattebrott
- Falskmynteri
- Konststöld[11]
- Överträdelser av immigrationslagar
- Flygplanskapning
- Medborgarrättsbrott

Om en händelse som inträffar på ett federalt område inte är ett brott emot federal lagstiftning, men är ett brott mot lagstiftningen i den delstat som händelsen inträffar, till exempel en militärbas, skall det dömas enligt lagstiftningen i staten där det inträffar.